# Rausu-dake
Der Rausu-dake (羅臼岳) ist ein 1660 m hoher Schichtvulkan auf Hokkaidō in Japan und Teil des 1964 ausgewiesenen Shiretoko-Nationalparks. Der Rausu-dake ist einer der 100 berühmten japanischen Berge (日本百名山, Nihon-Hyakumeizan). Am Fuß des Berges existieren mehrere heiße Quellen.